# Franz Kneisel
Franz Kneisel (Bucarest, 26 janvier 1865 – New York, 26 mars 1926) est un violoniste et professeur américain, roumain de naissance.

## Biographie
Franz Kneisel naît à Bucarest, fils d'un chef de musique allemand. Il apprend à jouer flûte, clarinette, trompette et le violon. Après son diplôme du Conservatoire de Bucarest en 1879, il se rend à Vienne, où il poursuivit ses études jusqu'en 1882 avec Jakob Grün et Joseph Hellmesberger. Il fait ses débuts de soliste, à Vienne, à la fin de l'année. La saison suivante, il est nommé premier violon au Hoftheater et en 1884, s'installe à Berlin pour remplir le même poste au sein de la Bilsesche Kapelle. En octobre 1885, quoiqu'à peine âgé de vingt ans, il est engagé par le chef d'orchestre Wilhelm Gericke en tant que violon solo de l'Orchestre symphonique de Boston (BSO). Il y reste les vingt années suivantes, en tant que premier violon et chef d'orchestre adjoint, apparaissant également en tant que soliste dans de nombreux concertos pour violon : il donne les premières américaines des concertos de Brahms et Carl Goldmark, ainsi que l'avant-première du premier concerto pour violon de Gustav Strube. En tant qu'assistant chef d'orchestre, il dirige le BSO dans ses concerts à l'Exposition colombienne de Chicago en 1893. Peu de temps après son arrivée à Boston, il forme et dirige le Quatuor Kneisel avec d'autres instrumentistes de l'orchestre (Otto Roth, Louis Svećenski et Alvin Schroeder). Il est élu membre honoraire de l'Alpha Chapter de Phi Mu Alpha Sinfonia Fraternity en 1917.

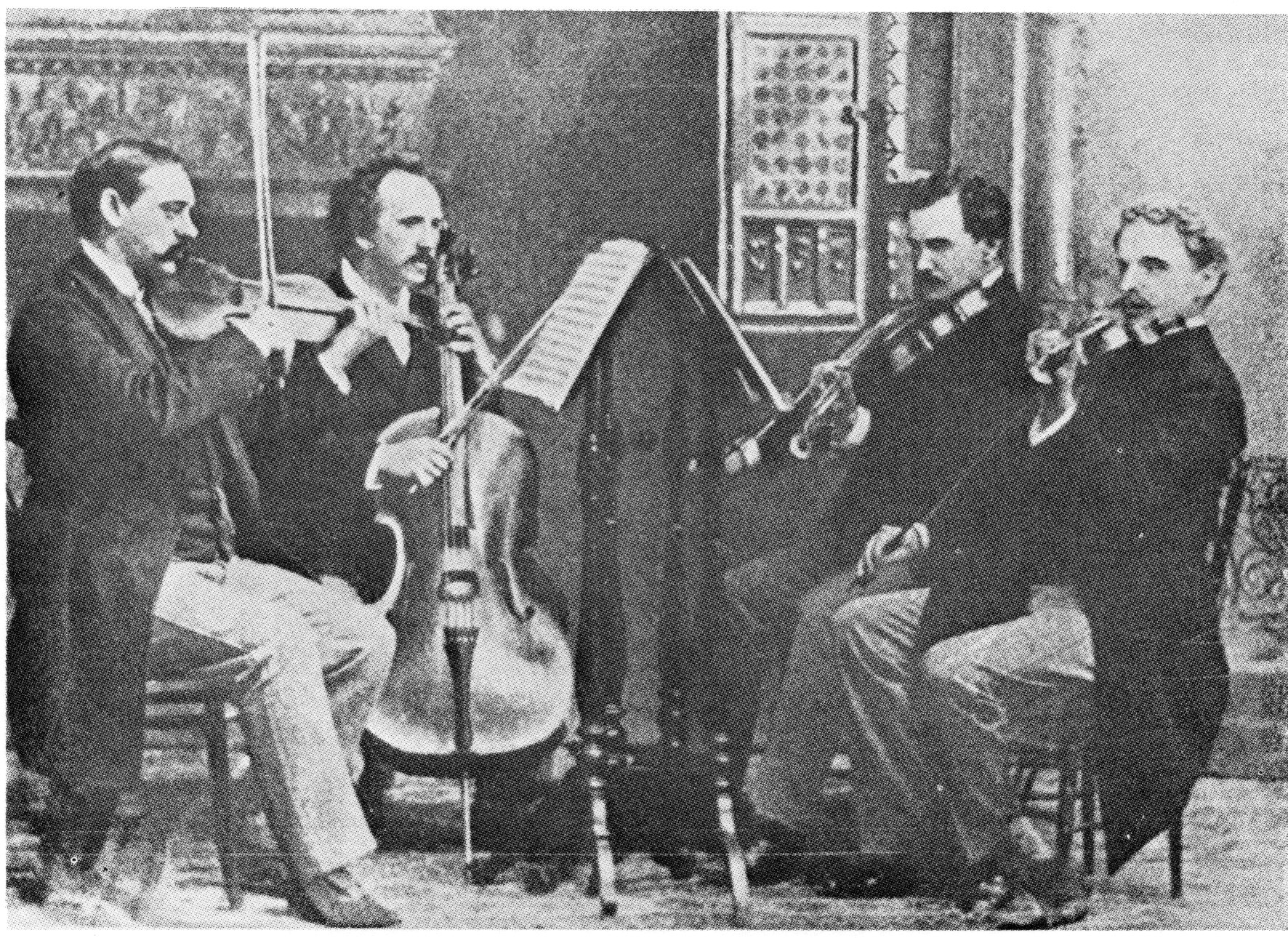
Franz Kneisel au sein du Quatuor Kneisel.

Kneisel est pendant de nombreuses années, associée au festival de Worcester dans le Massachusetts, d'abord comme premier violon et chef d'orchestre adjoint (1885-1896), puis comme premier chef d'orchestre (1897-1909). En 1905, il s'installe à New York pour devenir le premier chef du département violon de l'Institut de l'Art Musical, récemment créé (aujourd'hui Juilliard School), où il reste jusqu'à sa mort. Il fonde également la Kneisel Hall, une école d'été pour le violon et jouer de la musique de chambre chambre, à son domicile à Blue Hill, dans le Maine. Franz Kneisel était très exgigeant comme professeur, demandant beaucoup de capacités techniques et de perspicacité expressive. Au moment de sa mort, sa renommée en tant que professeur était telle qu'il était classée à l'égal de Leopold Auer. En hommage, le compositeur roumain Georges Enesco lui dédie à la mémoire de Kneisel, sa Sonate pour violon no 3 « dans le caractère populaire roumain ».
Kneisel joué un rôle de premier plan dans la musique américaine à la fois comme soliste et artiste de musique de chambre, à la fois pour le nombre et la variété de ses programmes et de son dévouement pour les plus hauts standards de performance. Beaucoup de compositeurs bostoniens ont écrit des œuvres pour lui, ou pour son quatuor, qui a constitué une partie importante de son répertoire. Il a composé une Grand étude de concert pour violon et également publié un certain nombre d'études techniques. Il existe des collections de Kneisel souvenirs à Blue Hill et à la Bibliothèque Chapin du Williams College, à Williamstown.
Kneisel est le professeur du grand violoniste et pédagogue américain, Joseph Fuchs. D'autres de ses élèves connus sont notamment, la jeune sœur de Fuchs l'altiste Lillian Fuchs, Robert Talbot, Joan Field, et Vera Fonaroff.
Sa fille Marianne (Boston, 10 mars 1897 — New York, 4 mars 1972) est également violoniste. En 1938, elle épouse banquier à la retraite devenu  chef d'entreprise, Felix E. Kahn (Mannheim, 25 janvier 1873 — Blue Hill, Maine, 25 juillet 1950), directeur de la Paramount Pictures et est un notable collecteur de violons, ainsi qu'un frère de banquier et philanthrope Otto H. Kahn et compositeur Robert Kahn.

## Sources
- M.A.De W. Howe, The Boston Symphony Orchestra: an Historical Sketch (Boston, 1914, éd. aug. 2/1931, avec J.N. Burk du The Boston Symphony Orchestra 1881–1931)
- M.D.H. Norton, « Franz Kneisel », The Violinist, xxxviii (1926), p. 154.
- R. Aldrich, « Franz Kneisel », Musical Discourse (New York, 1928), p. 226.
- B. Schwarz, Great Masters of the Violin (New York, 1983)
- Felix Kahn Obit, The New York Times, 27 juillet 1950, p. 24.